# Newhaven (Édimbourg)
Pour les articles homonymes, voir Newhaven.
 (janvier 2019).
Si vous disposez d'ouvrages ou d'articles de référence ou si vous connaissez des sites web de qualité traitant du thème abordé ici, merci de compléter l'article en donnant les références utiles à sa vérifiabilité et en les liant à la section « Notes et références ».

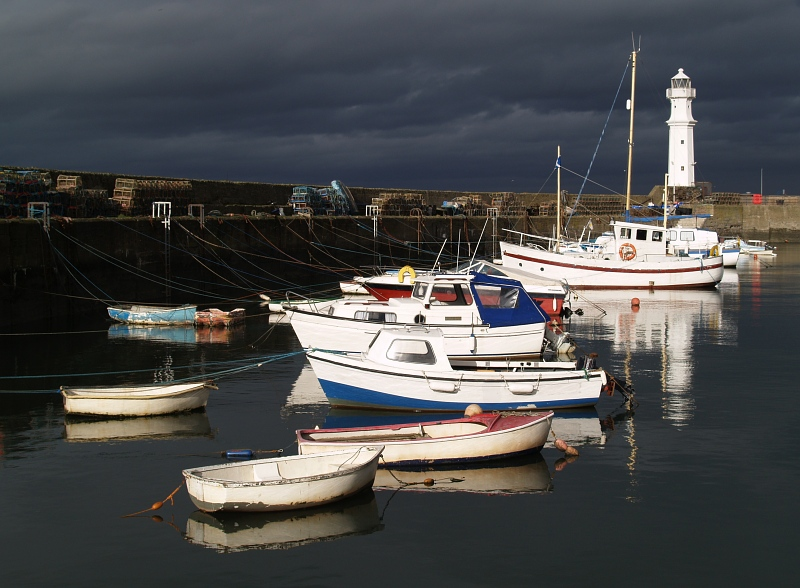
Le port de Newhaven

Newhaven est un district de la ville d'Édimbourg en Écosse, à environ 3 km au nord du centre de la ville. C'était historiquement un village et un port de pêche. La population est d'environ 5 000 habitants en 1991.
Newhaven a été désigné en tant qu'aire protégée (conservation area) en 1977,.

## Histoire
Entre 1572 et 1890 Newhaven était un port important pour les huîtres; il était aussi impliqué dans la pêche à la baleine. Un phare a été construit à l'entrée du port en 1869.  
Le tramway d'Edimbourg relie Newhaven au centre ville depuis juin 2023.  

## Galerie

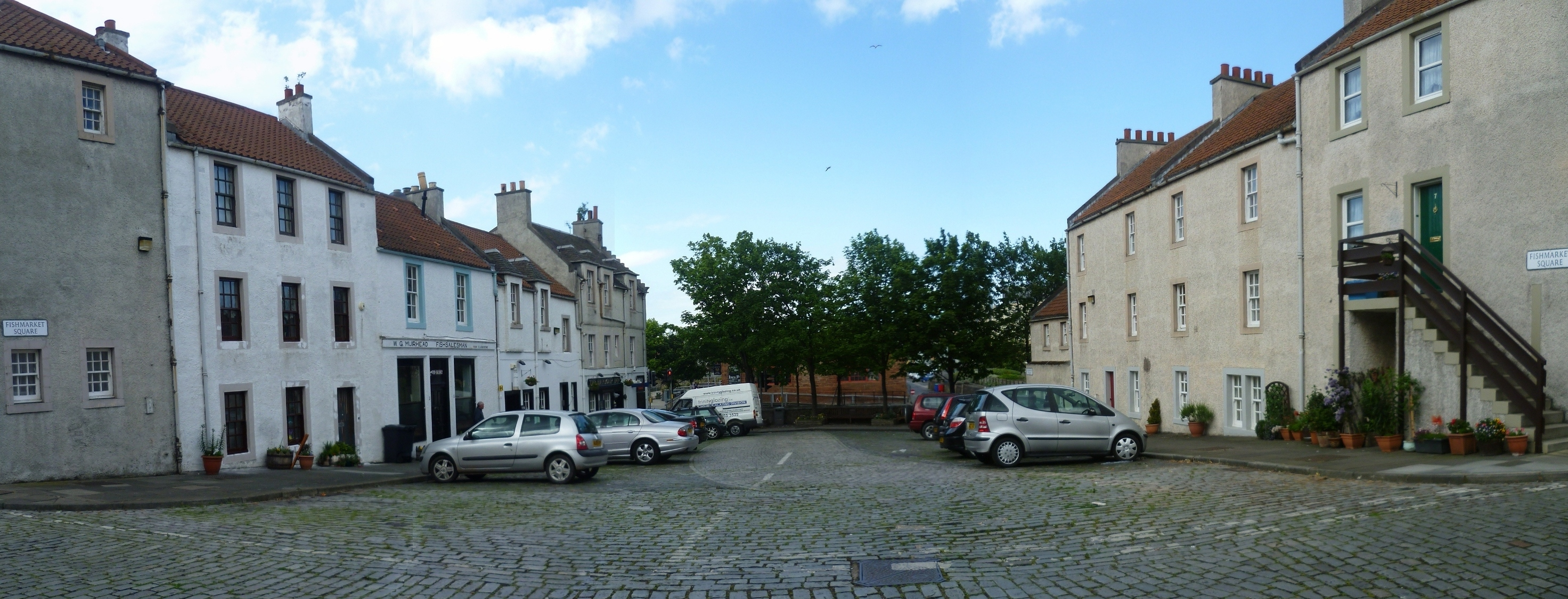
La place du marché aux poissons
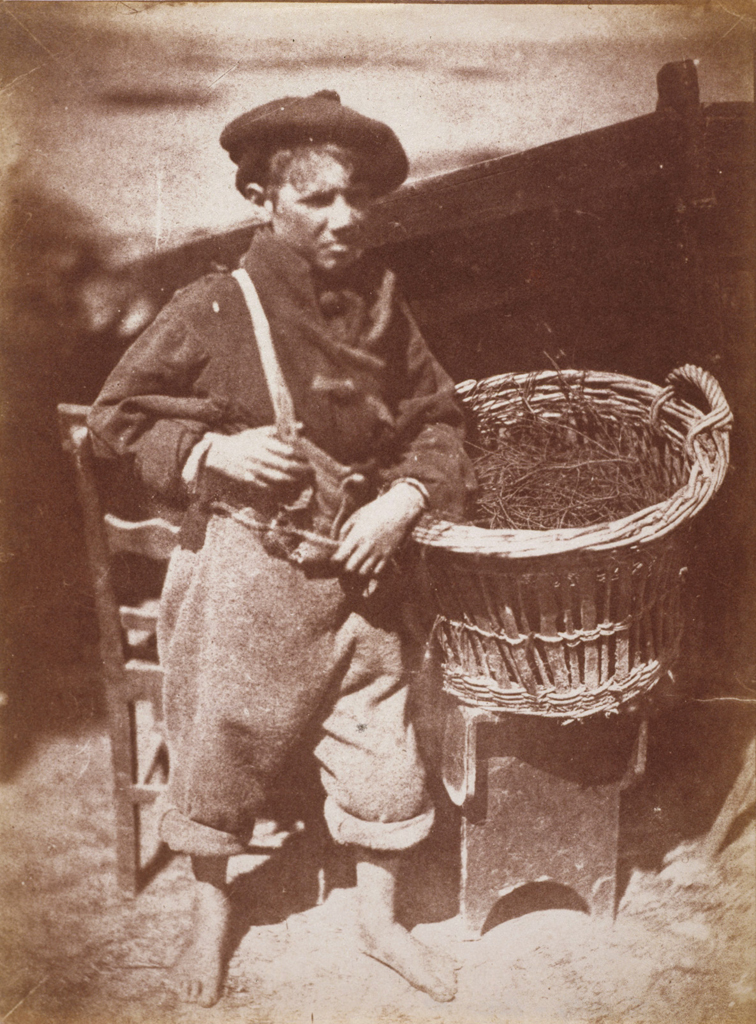
Jeune garçon de Newhaven vers 1845
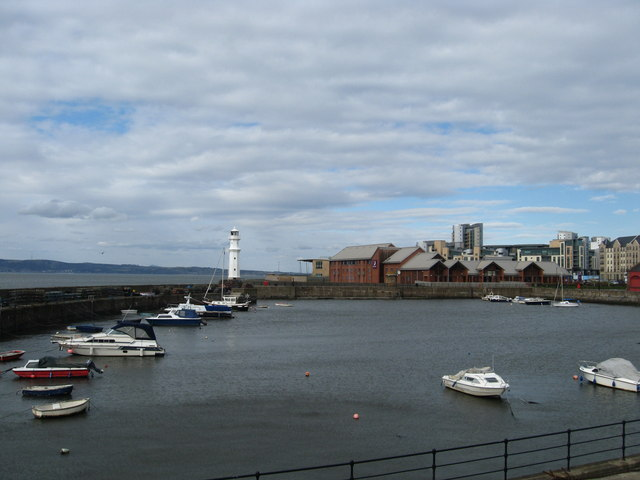
Port de Newhaven
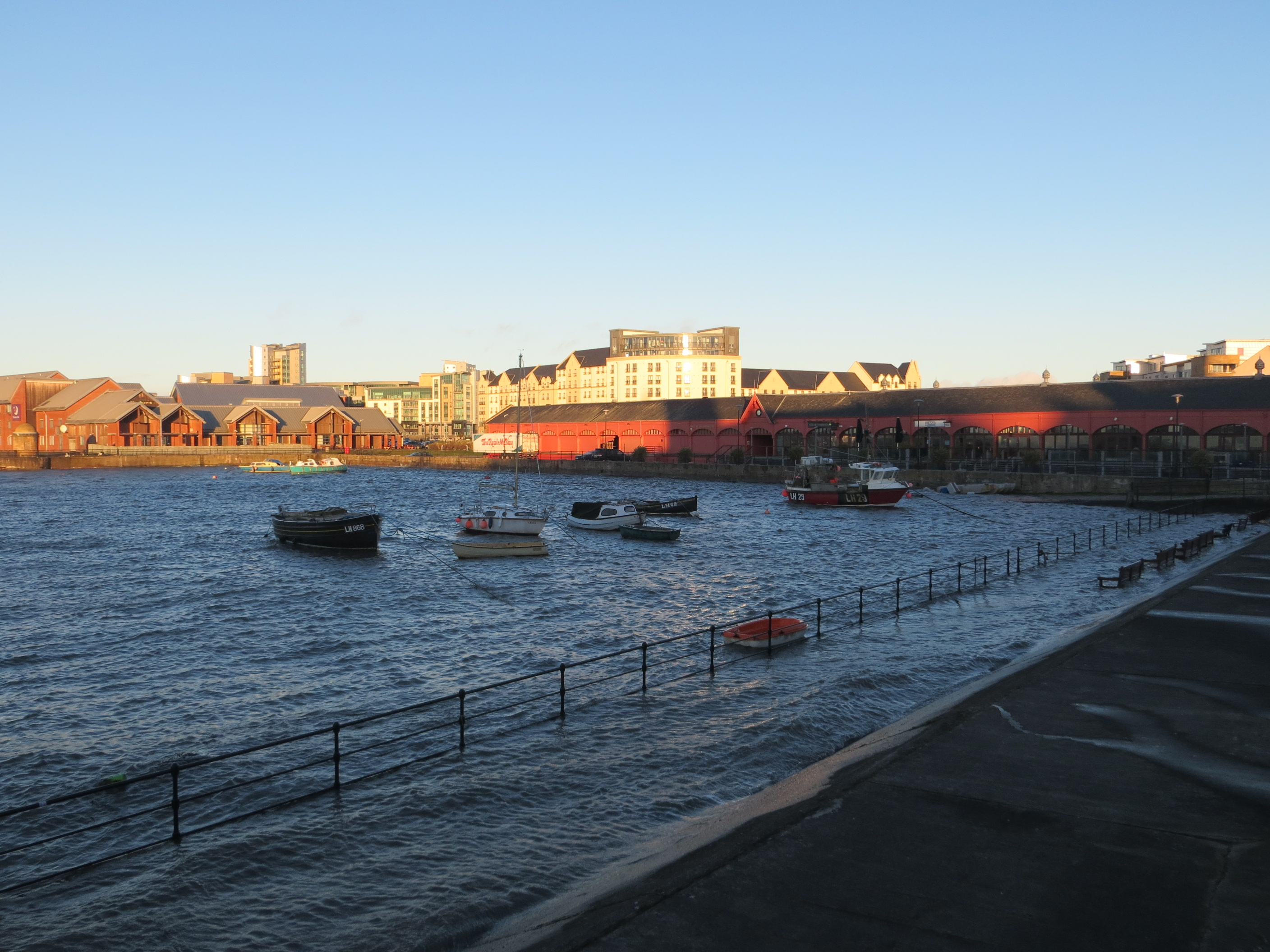
Port de Newhaven
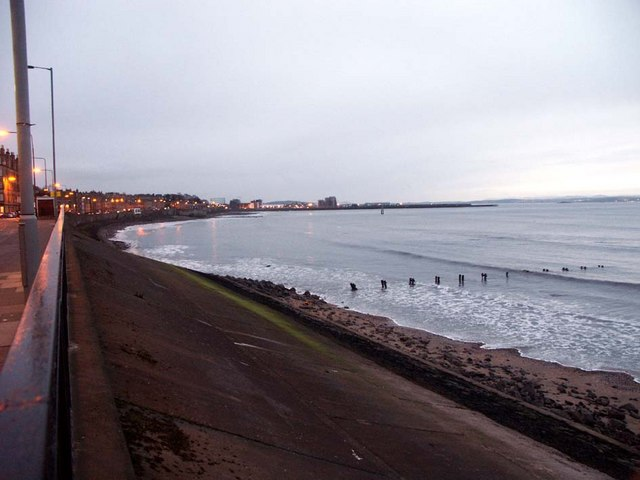
Front de mer
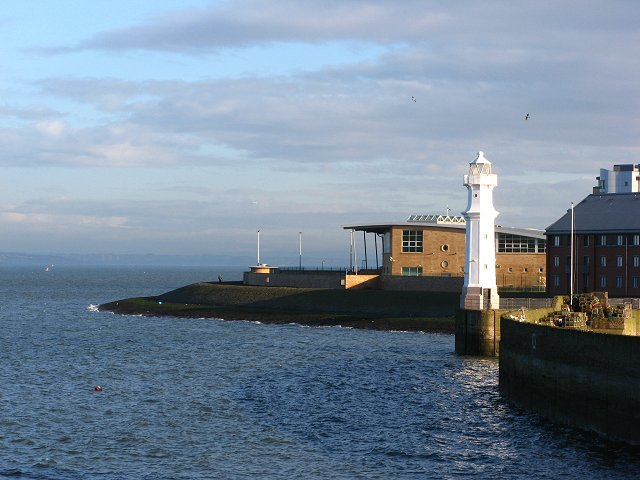
Phare